# Новообінська сільська рада
Новоо́бінська сільська рада (рос. Новообинский сельский совет) — сільське поселення у складі Петропавловського району Алтайського краю Росії.
Адміністративний центр та єдиний населений пункт — село Новообінка.

## Історія
2010 року були ліквідовані селища Часниково та Шелегіно.

## Населення
Населення — 800 осіб (2019; 880 в 2010, 1155 у 2002).

## Склад
До складу сільської ради входять:
| Населений пункт   | Населення, осіб (2002) | Населення, осіб (2010) |
| ----------------- | ---------------------- | ---------------------- |
| Новообінка, село  | 1137                   | 880                    |
| Часниково, селище | 6                      | -                      |
| Шелегіно, селище  | 12                     | -                      |